# Jasmine Crockett
Jasmine Felicia Crockett (29 maart 1981) is een Amerikaanse advocaat en politica. Sinds 2023 is ze afgevaardigde voor het 30e congresdistrict van Texas. Ze is lid van de Democratische Partij.

## Levensloop
Crocket begon haar rechtenstudie aan de Thurgood Marshall School of Law van de Texas Southern University, voordat ze in 2006 afstudeerde aan het University of Houston Law Center met een Juris Doctor en al snel slaagde voor het balie-examen. 
Crocket was openbaar verdediger voor Bowie County, Texas, en ze heeft als advocaat gewerkt bij een advocatenkantoor.
Crockett vertegenwoordigde het 100e district in het Huis van Afgevaardigden van Texas. 
In het 118e Amerikaans Congres was Crockett in 2024 de vertegenwoordiger van de Democratische nieuwe lichting met ongeveer 35 partijleden. Crockett was medevoorzitter van de Harris-Walz-presidentscampagne van 2024 en is lid van de Congressional Progressive Caucus.